# Hypognatha testudinaria
Hypognatha testudinaria är en spindelart som först beskrevs av Władysław Taczanowski 1879.  Hypognatha testudinaria ingår i släktet Hypognatha och familjen hjulspindlar.
Artens utbredningsområde är Peru. Inga underarter finns listade i Catalogue of Life.